# Rayo (бронемашина)
Rayo — колёсный бронетранспортёр, созданный для вооруженных сил Сальвадора на шасси американского армейского 2,5-тонного грузовика REO M35.

## История создания и производства
Работы по созданию бронированных машин для правительственной армии Сальвадора были начаты в 1968 году.
Сборка бронемашин «Rayo» производилась в центральных механических и авторемонтных мастерских армии Сальвадора («Maestranza»).
Опыт, полученный при проектировании и производстве бронетранспортёров «Rayo» учитывался в дальнейшем, в 1980-е годы — при производстве бронированных машин на шасси грузовиков M35, MAN и «Magirus» для правительственной армии, Национальной гвардии и полиции в ходе гражданской войны.

## Конструкция
Бронемашина имеет обычную компоновку с передним расположением двигателя, отделением управления в средней части машины, в кормовой части машины расположено десантное отделение. Экипаж машины состоит из двух человек (механика-водителя и командира машины), предусмотрена возможность перевозки нескольких пехотинцев.
Корпус бронемашины сварной, открытый сверху, изготовлен из стальных броневых листов.

### Вооружение
Основным вооружением является 12,7-мм пулемёт Browning M3 (авиационная версия пулемёта M2HB), открыто установленный на штыревой установке в передней части машины.

### Силовая установка и ходовая часть
В передней части машины под бронированным капотом установлен шестицилиндровый дизельный двигатель водяного охлаждения.

## Боевое применение
- Футбольная война (1969) — применялись армией Сальвадора в качестве бронетранспортеров для перевозки пехоты, военных грузов и эвакуации раненых, а также в качестве бронированных тягачей для буксировки 75-мм гаубиц M1[1] и перевозки в кузове 120-мм миномётов[2].